# فووتيكس

صورة التميمة

فووتيكس كانت تميمة  كأس العالم لكرة القدم 1998 الذي عقد في فرنسا. أُنشئت بواسطة الموسيقي، والمصمم فابريس بيالوت. الشعار هو عبارة عن ديك، والذي يعبر عن إحدى الرموز الوطنية لفرنسا، لون جسمه أزرق مثل لون المنتخب الوطني الفرنسي، ومكتوب عليه بالأبيض فرنسا 98 واسمه مشتق من كرة القدم والقصة الشعبية أستريكس.

## وصلات خارجية
- أرشيف إينا رؤية الخالق في الفيديو
- رصاصة في القدم - اختراع footix